# Кочетово
Кочетово (рос. Кочетово) — сільське поселення (сумон) входить до складу Тандинського кожууна Республіки Тива Російської Федерації. Відстань до с. Бай-Хаак 35 км, до Кизила — 49 км, до Москви — 3851 км.

## Населення
Населення сумона станом на 1 січня року
| Рік    | 2011 | 2012 | 2013 | 2014 | 2015 |
| ------ | ---- | ---- | ---- | ---- | ---- |
| Насел. | 786  | 789  | 769  | 765  | 778  |